# The Muppet Movie
The Muppet Movie (titulada La película de los Teleñecos o Los Teleñecos van a Hollywood, la película en España, La película de los Muppets en México, Llegan los Muppets en Argentina y Los Muppets: La película en Venezuela) es una película musical de 1979 dirigida por James Frawley, la primera película en imagen real de The Muppets.
La película fue nominada a dos premios Óscar, en las categorías de mejor canción original (por "The Rainbow Connection") y mejor banda sonora original. También recibió nominaciones a los premios Globo de Oro, Hugo y Saturn.

## Trama
La película es protagonizada por una rana llamada Kermit, que vive en un pantano de Florida. Mientras canta la canción "The Rainbow Connection" con su banjo, un hombre se acerca y lo convence de iniciar una carrera en el mundo del espectáculo. Inspirado por la idea de hacer a la gente feliz, Kermit inicia un viaje con el objetivo de llegar a Hollywood. En el camino conoce a un empresario llamado Doc Hopper, dueño de un restaurante especializado en ancas de rana, que le ofrece ser el rostro de su negocio, pero Kermit se niega. Mientras el protagonista continua su viaje camino a Hollywood, el empresario lo persigue junto a su asistente Max para tratar de convencerlo, cada vez de forma más amenazante.
Kermit posteriormente conoce a Fozzie, un oso que intenta sin mucho éxito trabajar como comediante en un bar. La rana lo invita a unirse en su viaje, ante lo cual acepta. El viaje del dúo incluye desventuras que los llevan a conocer a variados personajes, incluyendo la banda Dr. Teeth and The Electric Mayhem y su agente Scooter, Gonzo y una gallina llamada Camilla, y Miss Piggy.
Kermit y Miss Piggy comienzan una relación sentimental, que es interrumpida cuando Doc Hopper y Max secuestran a Piggy para atraer a Kermit a una trampa. Con la ayuda de un científico y un dispositivo electrónico, Hopper intenta lavar el cerebro de la rana para que protagonice sus comerciales, pero el proceso es detenido por Miss Piggy, quien logra liberarse y derrotar al asistente del villano.
Advertido por Max que Doc Hopper contrató a un asesino para matarlo, Kermit decide que no será atormentado por él y lo encara en un enfrentamiento similar al de los western en un pueblo abandonado. En el mismo pueblo viven Dr. Bunsen Honeydew y su asistente Beaker, quienes están trabajando en varios inventos. Kermit intenta apelar a los sueños y esperanzas de Hopper, pero el villano ordena a sus asistentes que maten a la rana y sus amigos. Sin embargo, los personajes son salvados por Animal, batería de la banda de Dr. Teeth que accidentalmente toma unas píldoras inventadas por Dr. Bunsen, que aumentan temporalmente su tamaño.
Tras derrotar a los villanos, los personajes logran llegar a Hollywood, donde son contratados por un productor llamado Lew Lord (una referencia a Lord Lew Grade, quien permitió la creación de The Muppet Show). Posteriormente, los personajes intentan hacer su propia película, un pastiche que mezcla las experiencias que vivieron durante el viaje. La película termina con The Muppets, junto a personajes de Sesame Street y "The Land of Gorch" (segmento de Saturday Night Live), cantando "Rainbow Connection".

## Reparto
- Charles Durning ... Doc Hopper
- Austin Pendleton ... Max
- Scott Walker ... Snake Walker
- Mel Brooks ... Profesor Max Krassman
- Lawrence Gabriel, Jr. ... Marinero
- Ira F. Grubman ... Camarero
- H.B. Haggerty ... Leñador
- Bruce Kirby ... Portero
- Tommy Madden ... One-Eyed Midget
- Arnold Roberts ... Vaquero

Cameos
- Edgar Bergen ... Él mismo, y la voz de Charlie McCarthy
- Milton Berle ... Mad Man Mooney
- James Coburn ... Dueño de El Sleezo Cafe
- Dom DeLuise ... Bernie
- James Frawley ... Mesero de El Sleezo Cafe
- Elliott Gould ... Presentador del concurso de belleza
- Bob Hope ... Vendedor de helados
- Madeline Kahn ... Cliente de El Sleezo
- Carol Kane ... Myth
- Cloris Leachman ... Secretaria de Lord
- Steve Martin ... Mesero
- Richard Pryor ... Vendedor de globos
- Telly Savalas ... Guardia de El Sleezo
- Orson Welles ... Lew Lord
- Paul Williams ... Pianista de El Sleezo

Titiriteros
- Jim Henson ... Kermit the Frog, Rowlf the Dog, Dr. Teeth, Waldorf, Swedish Chef
- Frank Oz ... Miss Piggy, Fozzie Bear, Animal, Sam the Eagle
- Jerry Nelson ... Floyd Pepper, Crazy Harry, Robin the Frog, Lew Zealand, Camilla the Chicken
- Richard Hunt ... Scooter, Statler, Janice, Sweetums, y Beaker
- Dave Goelz ... Gonzo the Great, Zoot y Dr. Bunsen Honeydew
- Caroll Spinney ... Big Bird
- John Landis ... Grover (no acreditado)[3]

## Recepción
The Muppet Movie obtuvo una respuesta positiva por parte de la crítica cinematográfica. La película posee un 90% de comentarios "frescos" en el sitio web Rotten Tomatoes, basado en un total de 40 críticas.
En 2009, la Biblioteca del Congreso de Estados Unidos la escogió junto a otras cintas para formar parte del National Film Registry, un archivo cinematográfico que se dedica a conservar películas "cultural, histórica o estéticamente significativas".